# 슬로바키아 인민당
흘린카의 슬로바키아 인민당 - 슬로바키아 민족협동당(슬로바키아어: Hlinkova slovenská ľudová strana - Strana slovenskej národnej jednoty; HSĽS-SSNJ 흘린코바 슬로벤스카 류도바 스트라나 - 스트라나 슬로벤스케이 나로드네이 예드노티; 하에스엘에스-에스에스엔예)은 로마 가톨릭교회 사제인 안드레이 흘린카(Andrej Hlinka)가 창당한 슬로바키아의 우익 보수정당으로, 기독교 정치 및 국민주의적 성향을 지녔다. 그 당원들을 루다크(슬로바키아어: Ludaks)라고 했다.
HSĽS는 슬로바키아가 오스트리아-헝가리 제국의 일부였던 시절에 창당되었다. 이들은 슬로바키아 국민 국가의 독립을 요구하는 한편 자유주의에 반대했다. 체코슬로바키아 제1공화국이 수립된 뒤 HSĽS는 체코슬로바키아주의를 거부하고 슬로바키아인의 자치를 요구했다. 1930년대 하반기 들어 유럽 곳곳에 전체주의 정권들이 들어서면서 HSĽS도 그 흐름을 따라 급진화되었다. 체코슬로바키아가 나치 독일에 합병된 뒤 세워진 괴뢰국 체코슬로바키아 제1공화국의 유일 집권당이 되었다.
초대 당수는 천주교 사제인 안드레이 흘린카였으며, 후반기 당수는 역시 천주교 사제인 요제프 티소였다.

## 이름
| 년도            | 이름                                               | 원어 이름 |
| --------------- | -------------------------------------------------- | --- |
| 1905년 ~ 1925년 | 슬로바키아 인민당                                  | Slovenská ľudová strana 슬로벤스카 류도바 스트라나 |
| 1925년 ~ 1938년 | 흘린카의 슬로바키아 인민당                         | Hlinkova slovenská ľudová strana 흘린코바 슬로벤스카 류도바 스트라나                                                                                  |
| 1938년 ~ 1945년 | 흘린카의 슬로바키아 인민당 - 슬로바키아 민족협동당 | Hlinkova slovenská ľudová strana - Strana slovenskej národnej jednoty 흘린코바 슬로벤스카 류도바 스트라나 - 스트라나 슬로벤스케이 나로드네이 예드노티 |

## 같이 보기
- 요제프 티소